# Isthmolongispora lanceata
Isthmolongispora lanceata är en svampart som beskrevs av de Hoog & Hennebert 1983. Isthmolongispora lanceata ingår i släktet Isthmolongispora, divisionen sporsäcksvampar och riket svampar.   Inga underarter finns listade i Catalogue of Life.